# Reviers
Reviers – miejscowość i gmina we Francji, w regionie Normandia, w departamencie Calvados.
Według danych na rok 1990 gminę zamieszkiwało 398 osób, a gęstość zaludnienia wynosiła 91 osób/km² (wśród 1815 gmin Dolnej Normandii Reviers plasuje się na 512. miejscu pod względem liczby ludności, natomiast pod względem powierzchni na miejscu 934.).